# Ballabhgarh
Ballabhgarh is een tehsil (subdistrict) en stad in het district Faridabad van de Indiase staat Haryana. De plaats ligt 25 km ten zuiden van het centrum van New Delhi en is onderdeel van het Nationaal Hoofdstedelijk Territorium Delhi. De bewoonde kern van Ballabhgarh ligt direct ten zuiden van en sluit aan bij de kern van Faridabad, de hoofdplaats van het district. Ballabhgarh is een satellietstad van Delhi waarmee het sinds 2018 ook via de Violet Line met de metro verbonden is.

## Demografie
Volgens de Indiase volkstelling van 2011 wonen er 214.894 mensen in Ballabhgarh, waarvan 53% mannelijk en 47% vrouwelijk is. De plaats heeft een alfabetiseringsgraad van 63% (73% bij mannen, 53% bij vrouwen). In 2001 woonden er nog maar 187.067 personen en bedroeg de alfabetiseringsgraad 65%, in 1991 woonden er volgens de census van dat jaar 144.215 inwoners.

## Geschiedenis
Het vorstenland Ballabhgrah werd gesticht in 1705 door Jat. De eerste heerser was Gopal Singh.
De stad werd gesticht in 1739 door Raja Balram Singh, de kleinzoon van Gopal Singh, die in de stad ook de bouw van een paleis startte, het Nahar Singh Mahal, waarvan de bouw zou duren tot circa 1850. Raja Balram Singh startte samen met de bouw van stad en paleis ook het fort van Ballabhgrah, Balramgarh Fort.
Raja Nahar Singh was een afstammeling van de stichter, en was in de 19e eeuw de laatste koning van het plaatselijk gelijknamig vorstenland. Hij werd in 1858 geëxecuteerd voor zijn deelnamen in de Indiase opstand van 1857.

## Transport
Op 19 november 2018 opende het Raja Nahar Singh metrostation als de nieuwe zuidelijke terminus van de Violette lijn van de metro van Delhi. Het station was in de planningsfase nog gekend als Ballabhgarh Metro Station.
De stad ligt aan de National Highway 2, een belangrijke Indiase verkeersader die het historisch traject van de Grand Trunk Road volgt.